# Carl Ulrik Torstenson
Carl Ulrik Torstenson, född 8 januari 1685 i Stockholm, död 20 december 1727 i Bryssel, Belgien, var en svensk greve och överste. Han var sonson till fältmarskalken Lennart Torstenson.

## Familjeförhållanden

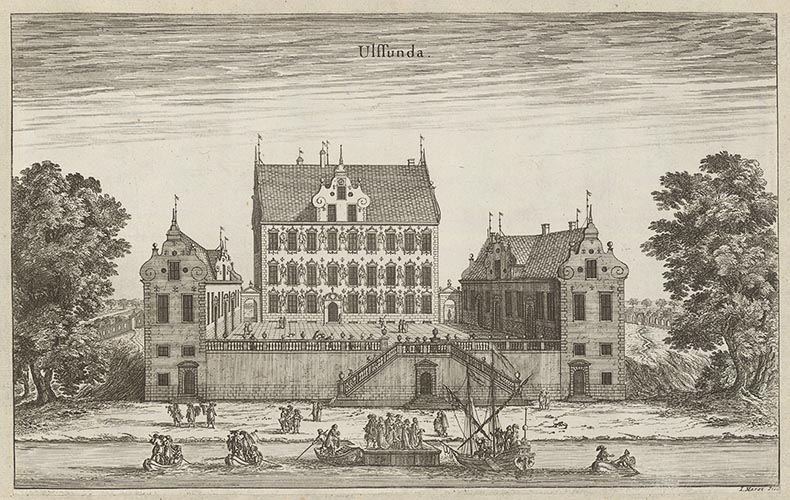
Ulvsunda slott i Bromma socken i Erik Dahlberghs Suecia Antiqua et Hodierna på ett kopparstick av Jean Marot från 1670.

Carl Ulrik Torstenson var son till riksrådet och generalguvernören i Estland Anders Torstenson (1641-1686) och hans hustru Christina Catharina Stenbock (1649-1719). Han var sonson till fältmarskalken Lennart Torstenson (1603-1651) samt bror till översten Anders Torstenson (1676-1709).
Carl Ulrik Torstenson blev den siste manlige arvtagaren i sin släkt till Ulvsunda slott i Bromma socken i Uppland. Han var ägare till Ulvsunda åren 1721-1727. Under denna tid fick slottet troligen förfalla, påpekar Sixten Rönnow. Torstenson hade inte mycket till övers för sitt slott, eftersom han var strängt upptagen av sin militära karriär. Han  slutade som överste för Närke-Värmlands regemente 1727.

## Militär karriär
Carl Ulrik Torstenson gjorde liksom de flesta av släktens medlemmar på manssidan en militär karriär och slutade som överste för Närke-Värmlands regemente 1727. Han blev fänrik vid ett regemente i Zweibrücken, sedan löjtnant vid Erik Sparres regemente i fransk tjänst. Erik Sparre hade 1694 utsetts till överste vid regementet, vilket inledde en lång period där regementet leddes av den utflyttade, franska grenen av denna ätt. Erik Sparre var chef för Kungliga Svenska (regementet), Royal Suédois, ett kungligt franskt främlingsregemente med först svenskt, men sedermera mest tyskt manskap, i fransk tjänst. Dess officerskår utgjordes till stor del av svenskar. Den 21 december 1705 blev han fänrik vid livgardet och 1708 blev han löjtnant vid livgardet. Den 12 april 1711 blev han kapten och den 23 december 1715 blev han generaladjutant av flygeln. 

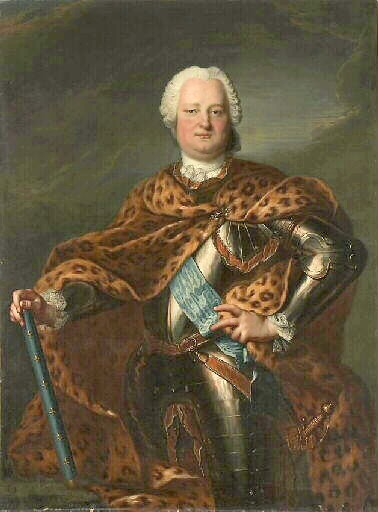
Stanisław Leszczyński (1677-1766), kung av Polen och hertig av Lothringen. Oljemålning av Jean-Marc Nattier (1685-1766). Musée des Beaux-Arts de Dijon, Dijon, Frankrike.

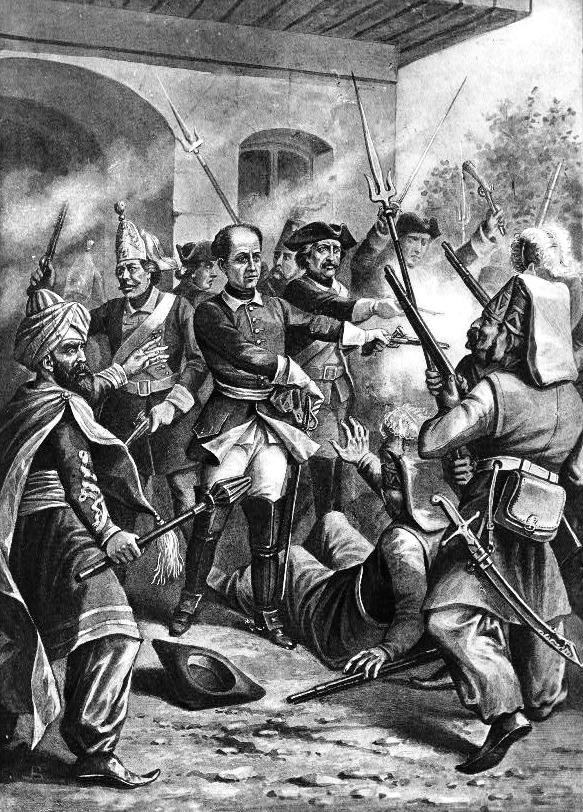
Karl XII under kalabaliken i Bender, vid Varnitsa norr om Bender. Kalabaliken ägde rum den 1 februari 1713.

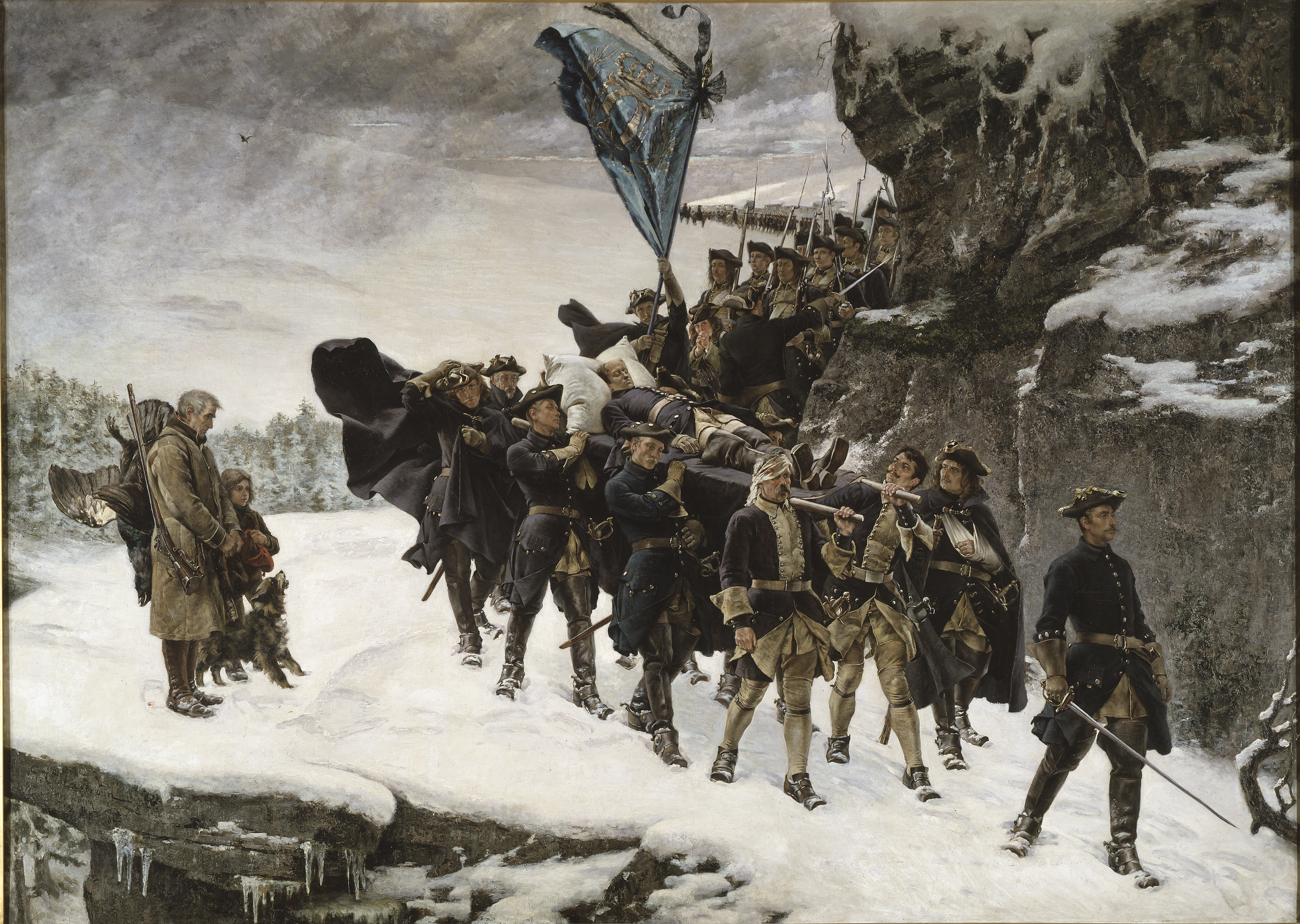
Karl XII:s likfärd, oljemålning 1884 av Gustaf Cederström (1845-1933), Nationalmuseum, Stockholm.

### Sårad i slaget vid Poltava 1709
Under sin tjänstgöring deltog han i otaliga strider. I slaget vid Poltava 1709 blev han allvarligt sårad, men trots det följde han kungen Karl XII till Turkiet, där han kämpade under kalabaliken i Bender den 1 februari 1713. Under sin vistelse 1713 i dåvarande Osmanska riket blev Karl XII tillfångatagen i Bender. Efter slaget vid Poltava 1709 flydde Karl XII tillsammans med omkring 1500 svenskar och ungefär lika många kosacker till Osmanska riket, där de tillbringade en lång tid. Livdrabanten Axel Erik Roos utmärkte sig särskilt under kalabaliken och berättelserna säger att han under dagen räddade kungens liv tre gånger.

### Följde med Stanisław I Leszczyński till Zweibrücken 1714
År 1714 följde han med kung Stanisław I Leszczyński (1677-1766) till Zweibrücken. Efter Karl XII:s nederlag vid Poltava 1709 tog August II (den starke) tillbaka tronen med Peter den stores och majoriteten av den polska adelns stöd. Stanisław Leszczyński måste lämna Polen. Hans familj bodde under 1709-1720 i Svenska Pommern och Sverige, varav tre år i Kristianstad. Stanisław I Leszczyński blev tvåfalt vald till polsk kung: 1704-09 och 1733-1736. Den första gången sätts han på tronen av en främmande makt, Sverige, och avsätts av sina landsmän, den andra gången tillsätts han av sina landsmän men avsätts av en främmande makt, Ryssland.

### Fången i slaget vid Stresow 1715
Vid Stresow var han fången den 5 november 1715 och kom hem samma år och blev den 23 december samma år generaladjutant av flygeln. Slaget vid Stresow är även känt som landstigningen vid Gross Stresow, som ägde rum den 9 november 1715 under det stora nordiska kriget när danska, sachsiska och preussiska trupper landsteg nära fiskebyn Gross Stresow på sydkusten av ön Rügen i Svenska Pommern. Landstigningen följdes av ett kavalleriangrepp från öns svenska försvar, under befäl av kung Karl XII, som trots dess brist på trupper valde att attackera det befästa lägret.

### Adjutant vid Karl XII:s norska fälttåg 1718
Såsom adjutant var Carl Ulrik Torstenson hos kung Karl XII hans ständige följeslagare och han deltog även i det norska 1718 års fälttåg i Norge, Karl XII:s andra norska fälttåg, då kungen stupade vid Fredrikshald, nuvarande Halden, i Norge. Halden, som åren 1665-1928 hette Fredrikshald, ligger vid Østfold fylke nära Svinesund och den svenska gränsen vid Strömstad.
Den 7 december 1717 blev Carl Ulrik Torstenson interimsöverste för Närke-Värmlands regemente. Tio år senare, den 14 augusti 1727 blev han överste för regementet.

## Äktenskap
Den 8 december 1719 gifte sig Carl Ulrik Torstenson med grevinnan Anna Margareta Oxenstierna af Croneborg, som var född tvilling 23 augusti 1692 i Hjulsta gård och avliden 31 augusti 1755 i Stockholm samt gravsatt i Torstensonska gravkoret i Riddarholmskyrkan i Stockholm. Där vilar även Oxenstiernas andra man, riksrådet greve Ture Gabriel Bielke, som hon gifte sig med 25 februari 1731. Anna Margareta Oxenstierna var dotter till guvernören greve Gabriel Oxenstierna af Croneborg och grevinnan Christina Oxenstierna af Södermöre.

## Slöt den grevliga ätten på svärdssidan och vapnet krossades

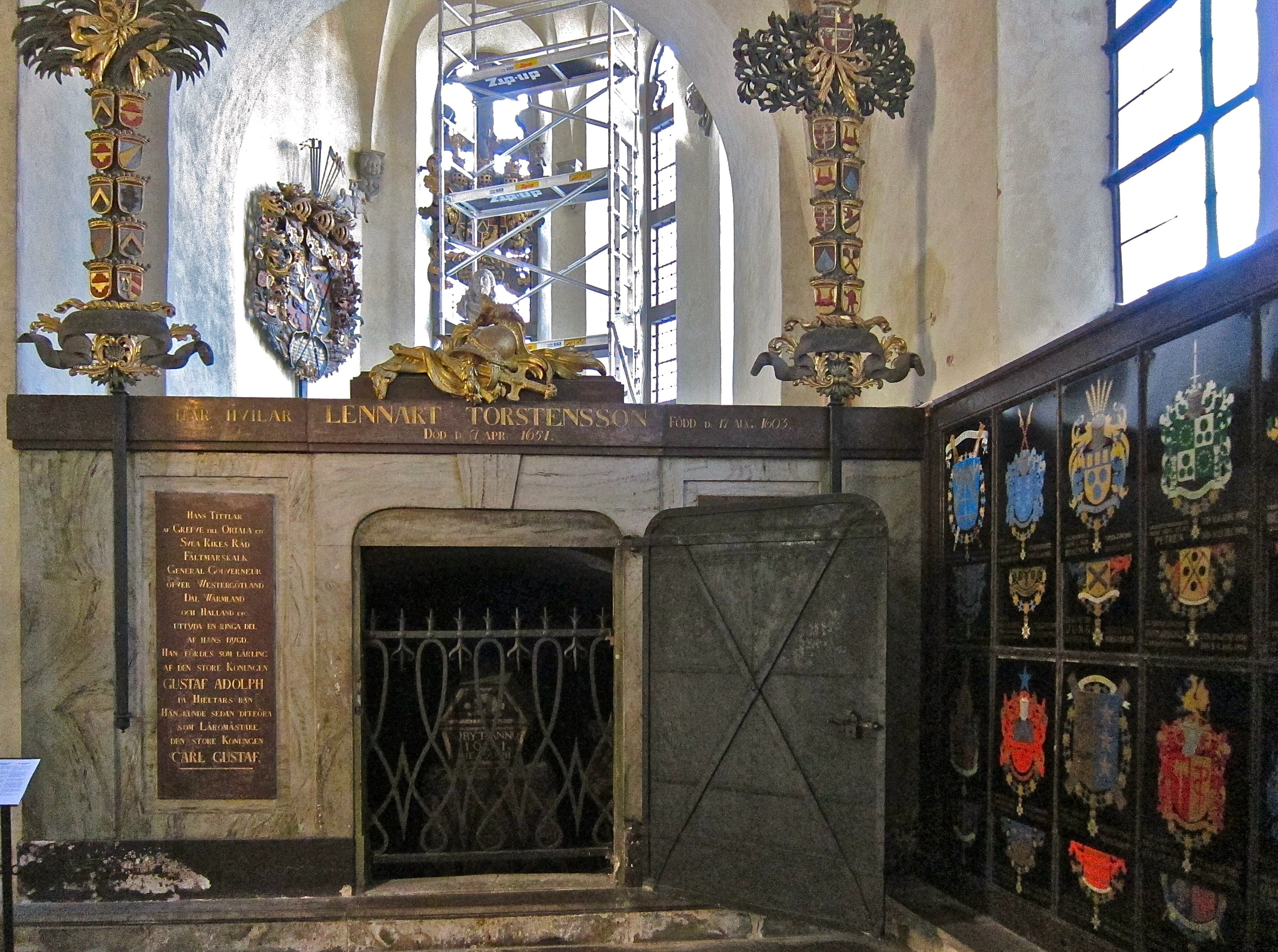
Torstensonska gravkoret i Riddarholmskyrkan på Riddarholmen.

Äktenskapet blev barnlöst och i och med hans död 1727 dog den Torstensonska släkten ut på manssidan. Carl Ulrik Torstenson avled i Bryssel i Belgien den 20 december 1727 under en resa till de varma baden i Aachen i Nordrhein-Westfalen i nuvarande Tyskland. Därmed slöt han denna grevliga ätt på svärdssidan. Han begravdes den 20 mars 1729 i den Torstensonska gravkoret i Riddarholmskyrkan, då vapnet krossades av landshövdingen i Österbottens län, friherre Bror Classon Rålamb.